# Спортивний центр Коловрей
Спортивний центр Коловрей (фр. Centre sportif de Colovray) — спортивний комплекс в Ньйоні у Швейцарії, що знаходиться навпроти штаб-квартири УЄФА. Складається з шести майданчиків за призначенням для гри у футбол і регбі. Один з майданчиків обладнаний також біговою легкоатлетичною доріжкою. Головний стадіон має криту трибуну і вміщує 7 200 глядачів. Свої матчі на цьому стадіоні проводить команда Stade Nyonnais.
На стадіоні відбувся фінал Чемпіонату Європи U-19 у 2004 році. Комплекс приймав також зустрічі жіночого Чемпіонату Європи U-17 в період з 2008 по 2013 роки, після чого став приймати півфінали і фінал Юнацької ліги УЄФА.